# Under the Big Black Sun
Under the Big Black Sun é o terceiro álbum de estúdio da banda de punk rock X, foi lançado em Julho de 1982 pela Elektra Records. O produtor do disco foi Ray Manzarek ex-integrante do The Doors.

## Faixas
- Todas as faixas escritas por John Doe e Exene Cervenka, exceto as anotadas.

Lado A
1. "The Hungry Wolf" – 3:45
2. "Motel Room in My Bed" – 2:32
3. "Riding with Mary" – 3:40
4. "Come Back to Me" – 3:43
5. "Under the Big Black Sun" – 3:23

Lado B
1. "Because I Do" – 2:21
2. "Blue Spark" – 2:06
3. "Dancing with Tears in My Eyes" (Huddy Ledbetter) – 2:20
4. "Real Child of Hell" – 2:59
5. "How I (Learned My Lesson)" – 2:12
6. "The Have Nots" – 4:44

Faixas bônus (2001, CD)
1. "Riding with Mary" (Single version) – 3:12
2. X Rewrites "El Paso" (Rehearsal)/"Because I Do" (TV Mix/Instrumental)" (Marty Robbins, Cervenka, Doe) – 2:56
3. "Universal Corner" (ao vivo) – 4:08
4. "Breathless" (Single mix) (Otis Blackwell) – 2:20
5. "How I (Learned My Lesson)" (ao vivo) – 2:20